# Ullervads socken
Ullervads socken i Västergötland ingick i Vadsbo härad, ingår sedan 1971 i Mariestads kommun och motsvarar från 2016 Ullervads distrikt.
Socknens areal är 33,22 kvadratkilometer varav 32,70 land. År 2000 fanns här 1 406 invånare. Tätorten Ullervad med sockenkyrkan Ullervads kyrka ligger i socknen.

## Administrativ historik
Socknen har medeltida ursprung.
Vid kommunreformen 1862 övergick socknens ansvar för de kyrkliga frågorna till Ullervads församling och för de borgerliga frågorna bildades Ullervads landskommun. Landskommunen utökades 1952 och uppgick 1971 i Mariestads kommun. Församlingen utökades 2009.
1 januari 2016 inrättades distriktet Ullervad, med samma omfattning som församlingen hade 1999/2000.  
Socknen har tillhört län, fögderier, tingslag och domsagor enligt vad som beskrivs i artikeln Vadsbo härad. De indelta soldaterna tillhörde Skaraborgs regemente, Norra Vadsbo kompani och Livregementets husarer, Vadsbo skvadron, Vadsbo kompani.

## Geografi
Ullervads socken ligger söder om Mariestad kring Tidan. Socknen är en odlad slättbygd med inslag i skog i norr och sydväst.

## Fornlämningar
Från järnåldern finns tre gravfält, stensättningar, domarringar och resta stenar. En fynd med spiralringar av guld har påträffats. 

## Namnet
Namnet skrevs 1308 Vllerwj och kommer från kyrkbyn. Efterleden är ärve, 'arvegods'. Förleden innehåller troligen mansnamnet Ulle.
Enligt beslut den 22 oktober 1943 fastställdes socknens namn som Ullervad. Tidigare hade namnet Ullerva använts i jordeboken.